# Leonardo Biagini
Leonardo Ángel Biagini Bruzzese (Arroyo Seco, Santa Fe, Argentina, 13 de abril de 1977), conocido como Biagini, es un exfutbolista argentino nacionalizado español que jugaba como delantero.

## Trayectoria
Comenzó su carrera en Newell's Old Boys en el año 1993. Tras una buena actuación en el Mundial sub-20 fue transferido al Club Atlético de Madrid donde participó en la consecución del doblete, conquistando la Liga y la Copa del Rey en el año 1996.
Finalmente, regresó a la Argentina para jugar  en el club Arsenal de Sarandí quien lo fichó a mediados de 2007 tras casi doce años de trayectoria en el fútbol español, con un breve paso por Inglaterra. Con el cuadro de Sarandí, siendo suplente, consiguió el campeonato en la Copa Sudamericana 2007. Al término del año, se retiró del fútbol profesional.
En 2014 se incorporó a Unión de Arroyo Seco para jugar en la Liga Regional del Sud.

## Selección nacional
Fue internacional con la selección argentina sub-20 en el Mundial de 1995 disputado en Catar, donde su equipo se coronó campeón y en donde, además, convirtió dos goles en los partidos de la semifinal contra España y la final contra Brasil. Fue convocado en el partido de la fecha 12 en el encuentro frente a Venezuela el día 20/07/1997 por única vez en dicho seleccionado.

## Clubes
| Club                     | País       | Año       |
| ------------------------ | ---------- | --------- |
| C. A. Newell's Old Boys  | Argentina  | 1993-1995 |
| Club Atlético de Madrid  | España     | 1995-1997 |
| C. P. Mérida             | España     | 1997-1998 |
| R. C. D. Mallorca        | España     | 1998-2001 |
| Portsmouth F. C.         | Inglaterra | 2002      |
| Mallorca                 | España     | 2002-2003 |
| Rayo Vallecano de Madrid | España     | 2003-2004 |
| Real Sporting de Gijón   | España     | 2004-2006 |
| Albacete Balompié        | España     | 2006-2007 |
| Arsenal de Sarandí       | Argentina  | 2007      |
| Unión de Arroyo Seco     | Argentina  | 2014      |

## Palmarés

### Campeonatos nacionales
| Título              | Club               | País   | Año     |
| ------------------- | ------------------ | ------ | ------- |
| Primera División    | Atlético de Madrid | España | 1995-96 |
| Copa del Rey        | Atlético de Madrid | España | 1996-96 |
| Supercopa de España | R. C. D. Mallorca  | España | 1998    |
| Copa del Rey        | R. C. D. Mallorca  | España | 2002-03 |

### Copas internacionales
| Título            | Club                | Sede       | Año  |
| ----------------- | ------------------- | ---------- | ---- |
| Mundial Sub-20    | Selección argentina | Catar      | 1995 |
| Copa Sudamericana | Arsenal de Sarandí  | Avellaneda | 2007 |